# Río Mayenne
El río Mayenne es un río en Francia occidental. Junto con el río Sarthe y su afluente el río Loir forma el río Maine, que es un afluente a su vez del río Loira. Su fuente está en el departamento de Orne, entre Pré-en-Pail y Alençon. Se une al Sarthe en la ciudad de Angers.
Entre los departamentos y las ciudades de su curso están:
- Orne
- Mayenne: Mayenne, Laval, Château-Gontier
- Maine-et-Loire: Angers

Está representado de manera destacada en el videojuego Call of Duty 3.